# 小行星6573
小行星6573（英語：6573 Magnitskij）是一颗围绕太阳公转的小行星。1974年9月19日，柳德米拉·切爾尼赫在克里米亚发现了此天体。
这颗小行星的绝对星等为202.1423567029354等。